# Parietaria debilis
Parietaria debilis é uma espécie de planta com flor pertencente à família Urticaceae. 
A autoridade científica da espécie é G.Forst., tendo sido publicada em Florulae Insularum Australium Prodromus 73. 1786.

## Portugal
Trata-se de uma espécie presente no território português, nomeadamente no Arquipélago dos Açores e no  Arquipélago da Madeira.
Em termos de naturalidade é introduzida no Arquipélago dos Açores e nativa do Arquipélago da Madeira.

## Protecção
Não se encontra protegida por legislação portuguesa ou da Comunidade Europeia.